# Fredy Glanzmann
Fredy Glanzmann (16 luglio 1963) è un ex combinatista nordico svizzero.
Nelle liste Federazione Internazionale Sci è registrato come Freddy Glanzmann.

## Biografia
In Coppa del Mondo esordì il 29 dicembre 1983 a Oberwiesenthal (45°),  ottenne il primo podio il 4 gennaio 1986 a Schonach im Schwarzwald (3°) e l'unica vittoria il 10 gennaio 1987 a Reit im Winkl.
In carriera prese parte a un'edizione dei Giochi olimpici invernali, Calgary 1988 (35° nell'individuale, 2° nella gara a squadre), e a quattro dei Campionati mondiali, vincendo una medaglia.

## Palmarès

### Olimpiadi
- 1 medaglia:
  - 1 argento (gara a squadre a Calgary 1988)

### Mondiali
- 1 medaglia:
  - 1 argento (gara a squadre a Lahti 1989)

### Coppa del Mondo
- Miglior piazzamento in classifica generale: 6º nel 1986
- 3 podi (tutti individuali):
  - 1 vittoria
  - 1 secondo posto
  - 1 terzo posto

#### Coppa del Mondo - vittorie
| Data            | Località      | Nazione        | Trampolino           | Spec.       |
| --------------- | ------------- | -------------- | -------------------- | ----------- |
| 10 gennaio 1987 | Reit im Winkl | Germania Ovest | Franz Haslberger K90 | IN NH/15 km |

Legenda:

IN = individuale Gundersen

NH = trampolino normale